# Tranvia Costigliole-Venasca
La tranvia Costigliole-Venasca era una linea tranviaria interurbana che collegava le città di Costigliole Saluzzo e Venasca dal 1887 al 1948.

## Storia

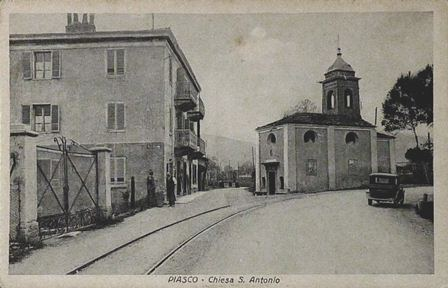
Piasco, S. Antonio

I primi passi verso la costruzione di una rete di tranvie nel Saluzzese furono compiuti nel luglio 1877, quando un'assemblea di Comuni interessati, deputati e consiglieri provinciali deliberò di promuovere la costruzione di una ferrovia tra Airasca, Saluzzo, Cuneo e Mondovì con diramazione Busca-Dronero. Poco dopo il banchiere francese Alfonso Raoul Berrier-Delaleu presentò domanda per la concessione delle linee tranviarie Cuneo-Dronero, Cuneo-Busca-Saluzzo, Cuneo-Mondovì e Saluzzo-Moretta-Pancalieri (quest'ultima prolungabile sino a Torino): il 29 ottobre 1877 il consiglio provinciale di Cuneo accettò la domanda, accordando il successivo 4 novembre la costruzione e l'esercizio delle tranvie Cuneo-Dronero e Cuneo-Busca-Saluzzo, aperte tra il 1879 e il 1880.
Nel 1882 il banchiere belga Rodolfo Coumond, che nel frattanto aveva inaugurato la tranvia Torino-Saluzzo, rilevò da Berrier-Delaleu, in difficoltà economiche per la costruzione delle tranvie Asti-Cortanze e Asti-Canale, le concessioni delle linee Cuneo-Saluzzo, Cuneo-Dronero, Pinerolo-Cavour e Saluzzo-Revello. Con l'assorbimento delle linee di Barrier-Delaleu si costituì la Compagnia Generale dei Tramways Piemontesi (CGTP), con sede a Bruxelles, che sino alla prima guerra mondiale espanse la propria rete fino a raggiungere una lunghezza totale di 189,965 km; tra il 1903 e il 1907 la società dichiarava un utile pari al 32% del prodotto l'esercizio, il maggiore tra tutte le tranvie piemontesi. Fu sotto la gestione CGTP, nel settembre 1887, che fu aperta la diramazione della Cuneo-Saluzzo tra Costigliole Saluzzo e Venasca, per la quale la CGTP aveva presentato domanda di concessione nel maggio dell'anno precedente. La tranvia collegava a Saluzzo la val Varaita, produttrice di legname e di castagne.
Passata la prima guerra mondiale la CGTP, per ridurre i costi d'esercizio (manodopera, combustibili, manutenzione) e incrementare le velocità nella seconda metà degli anni venti sperimentò un'automotrice a benzolo, per poi orientarsi a partire dal dicembre 1925 sull'impiego di elettromotrici ad accumulatori su spinta del direttore generale dottor Pietro Lo Balbo.

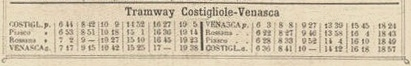
Orario del 1901

Con le elettromotrici, sperimentate sulla Costigliole-Venasca a partire dal 1927, il servizio migliorò, tanto da permettere alla linea di sopravvivere e di evitare la chiusura, come invece accadde ad altre linee della CGTP chiuse il 1º maggio 1935. L'anno successivo il pacchetto azionario della CGTP passò in mani italiane; la società cambiò denominazione in Società Anonima Tramvie Interprovinciali Piemontesi (SATIP) con sede a Torino e direzione d'esercizio a Saluzzo.
Durante la seconda guerra mondiale furono gravemente danneggiati una motrice a carrelli, sei rimorchiate a due assi, tredici carri a sponde alte e venti carri chiusi. Il conflitto impegnò notevolmente la SATIP, specie per quanto riguarda il trasporto degli sfollati.
Nonostante svariati progetti di ricostruzione della rete SATIP proposti da vari soggetti pubblici e privati, alcuni dei quali prevedevano varianti di percorso in sede propria, elettrificazione (o dieselizzazione) e trasformazione a scartamento normale, il 30 novembre 1948 la Costigliole-Venasca, insieme alle tratte Pilone Virle-Carmagnola, Cuneo-Dronero e Saluzzo-Cuneo furono chiuse e sostituite da autobus; della rete SATIP, dopo proteste da parte dell'utenza rimase attiva solo la Torino-Saluzzo, che chiuse il 10 aprile 1950 sostituita da autobus della Nuova SATIP, nuova denominazione della SATIP.

## Caratteristiche
La linea tranviaria era a scartamento ridotto di 1100 mm, integralmente in sede promiscua tranne un breve tratto prima di Piasco, e si sviluppava per 7,516 km; il raggio minimo di curva era di 50 metri, la pendenza massima del 39 per mille. La velocità massima ammessa era di 24 km/h.

### Percorso
|  |  | Unused urban continuation backward |

| Unknown route-map component "uexBHF" |

|  |  | Unknown route-map component "uexABZgl" | Unknown route-map component "uexCONTfq" |  |

| Unknown route-map component "uexBHF" |

| Unknown route-map component "uexBHF" |

| Unknown route-map component "uexBHF" |

| Unknown route-map component "uexKBHFe" |

La linea partiva dalla stazione tranviaria di Costigliole Saluzzo, comune alla Saluzzo-Cuneo e raccordata alla ferrovia. Uscita da Costigliole la linea percorreva la val Varaita, attraversando le località di Piasco, Rossana e Serravalle prima di raggiungere il capolinea di Venasca, situato in piazza Martiri della Libertà all'angolo con via Marconi.
La linea aveva diversi raccordi merci:
- a Piasco con la ditta Deaglio, produttrice di calce;
- a Pilone Rocche con la ditta SPEME, attiva nel settore della ghiaia e del pietrisco;
- a Rossana con il cotonificio Wild e la ditta di laterizi Pellini Albonico.

## Materiale rotabile

### Motrici
Sulla tranvia prestarono servizio le locomotive a vapore del parco CGTP (ne contava complessivamente 40).
Nel 1925 la CGTP ordinò un'automotrice DWK Tipo IV alla Romeo per la propria rete sociale, sulla quale prestò servizio per circa un decennio con scarsi risultati.
Poco dopo si sperimentò la trazione ad accumulatori, già provata su altre linee tranviarie italiane: le Officine di Savigliano costruirono due automotrici sui telai di carrozze a due assi Grondona, spinti da due motori da 13 CV l'uno: tali elettromotrici diedero buoni risultati, riducendo i tempi di percorrenza del 30%. Fu successivamente allestita un'ulteriore serie di quattro automotrici, due costruite dalle officine di Savigliano e due dalle officine CGTP sulla base di carrozze, mosse da due motori per complessivi 40 CV.
La sperimentazione ebbe successo, tanto che la CGTP ordinò nel 1929 tre automotrici a carrelli, costruite dalla Carminati&Toselli con parte elettrica TIBB, in servizio dal 1930; nel 1933 ne furono consegnate altre tre.

### Carrozze e carri merce
Le prime carrozze furono fornite dalla Locati di Torino (non più di 12 unità, a due assi e terrazzini); successivamente la Grondona fornì una sessantina di carrozze, sempre a due assi e terrazzini ma più comode.
Le carrozze Locati furono radiate tra il 1910 e il 1920; in quegli anni le Officine Meccaniche di Pinerolo fornirono 28 carrozze a vestiboli chiusi (quattro miste di I e II classe, le altre di II classe), più lunghe delle precedenti e impiegate principalmente sulle linee Torino-Carmagnola, Torino-Saluzzo-Cuneo e Cuneo-Dronero, inoltre parte delle vetture Grondona furono trasformate a terrazzini chiusi. Nei primi anni Trenta arrivarono due carrozze a due assi e terrazzini provenienti dalla tranvia Messina-Barcellona Pozzo di Gotto, i cui soci erano gli stessi della CGTP, ma non prestarono mai servizio.
Nel 1930 risultavano in servizio circa 400 carri merce, di cui 60 chiusi e 45 a sponde basse.

### Materiale motore - prospetto di sintesi
| Unità   | Anno di costruzione | Costruttore | Tipo                                   | Note                                                                      |
| ------- | ------------------- | ----------- | -------------------------------------- | ------------------------------------------------------------------------- |
| 1÷5     | 1879-1880           | SLM         | Locotender a 2 assi                    | ex Berrier-Delaleu per la Cuneo-Dronero                                   |
| 1÷3     | 1879-1880           | SLM         | Locotender a 2 assi                    | ex Berrier-Delaleu per la Saluzzo-Cuneo                                   |
| 4       | 1881                | Hagans      |                                        | ex Berrier-Delaleu                                                        |
| 5÷7     | 1881                | Krauss      | A 2 assi                               | costruite per la Pinerolo-Cavour                                          |
| 10÷17   | 1881                | Henschel    | A 2 assi                               |                                                                           |
| 18      | 1909                | Henschel    | A 2 assi                               |                                                                           |
| 19÷27   | 1882                | Henschel    | A 2 assi                               |                                                                           |
| 28÷35   | 1888                | Henschel    | A 2 assi                               |                                                                           |
| 36÷38   | 1907                | Henschel    | A 2 assi                               |                                                                           |
| 1÷2     |                     | Breda       |                                        |                                                                           |
| 1÷2     |                     | Borsig      |                                        | ex Pinerolo-Perosa Argentina                                              |
| 51, 57  | 1925                | SNOS        | Automotrici ad accumulatori a due assi | costruite per la Torino-Carmagnola                                        |
| 3÷4     | 1927                | SNOS        | Automotrici ad accumulatori a due assi | costruite per Saluzzo-Revello-Paesana, Revello-Barge, Costigliole-Venasca |
| 5÷6     | 1927                | SNOS        | Automotrici ad accumulatori a due assi | costruite per Saluzzo-Revello-Paesana, Revello-Barge, Costigliole-Venasca |
| 101÷106 | 1929-1932           | C&T-TIBB    | Automotrici ad accumulatori a carrelli | costruite per Torino-Saluzzo-Cuneo, Cuneo-Dronero, Cuneo-Boves            |